# 矢倉站
矢倉站（日语：／ Yagura eki */?）是位於群馬縣吾妻郡東吾妻町大字矢倉686番地，東日本旅客鐵道（JR東日本）的吾妻線車站。

## 歷史
- 1959年（昭和34年）11月10日：車站啟用[1]。
- 1987年（昭和62年）4月1日：伴隨國鐵分割民營化，車站由東日本旅客鐵道（JR東日本）營運[2]。
- 2014年（平成26年）10月1日：此站編入至東京近郊區間[3]。

## 車站構造
車站是一座地面車站，設有1面1線的單式月台。月台上設有候車室和廁所，此站沒有車站大樓。
此站是由中之條站管理的無人車站。

## 使用狀況
以下為1日平均乘車人次：
| 年度   | 一日平均 乘車人次 |
| ------ | ----------------- |
| 2002年 | 58                |
| 2003年 | 62                |
| 2004年 | 56                |
| 2005年 | 53                |
| 2006年 | 50                |
| 2007年 | 49                |
| 2008年 | 50                |
| 2009年 | 46                |
| 2010年 | 43                |
| 2011年 | 42                |

## 車站周邊
- 唐堀之欒樹（縣自然紀念物）[1]
- 岩下郵局
- 東吾妻町立岩島中學（日语：東吾妻町立岩島中学校）(已關校)

## 巴士路線
| 乘車場 | 系統           | 主要途經           | 目的地 | 巴士公司 | 備註 |
| ------ | -------------- | ------------------ | ------ | -------- | ---- |
|        |                | 岩島站前、天狗之湯 | 原町站 | 關越交通 | 左回 |
|        | 鄉原站前、立石 | 原町站             | 右回   | 關越交通 |      |

## 相鄰車站
東日本旅客鐵道（JR東日本）
■吾妻線
鄉原－矢倉－岩島

## 注腳
1. 1 2 3 4 5 6 7 8  . 週刊朝日百科. 12号 大宮駅・野辺山駅・川原湯温泉駅ほか. 朝日新聞出版. 2012-10-28: 24 （日语）.
2. ↑  『交通年鑑 昭和63年版』 交通協力會，1988年3月。
3. ↑   (PDF) (新闻稿). 東日本旅客鐵道. 2014-05-26  [2020-05-24]. （原始内容 (PDF)存档于2019-06-29） （日语）.
4. ↑  群馬縣統計年鑑

## 外部連結
- 車站資訊（矢倉）：東日本旅客鐵道（日語）